# Wolfgang Beyrodt
Wolfgang Beyrodt (* 29. Oktober 1948 in Enger) ist ein deutscher Kunsthistoriker und Bibliothekar.

## Leben und Wirken
Wolfgang Beyrodt absolvierte zunächst die Ausbildung zum Bibliothekar im gehobenen Dienst (Diplom-Bibliothekar) am Bibliothekar-Lehrinstitut des Landes Nordrhein-Westfalen in Köln, die Diplomprüfung hierfür legte er 1971 ab. Anschließend studierte er Kunstgeschichte, Germanistik und Klassische Archäologie an der Universität Marburg und promovierte dort 1977 mit einer Arbeit über den Schriftsteller Gottfried Kinkel. Von 1978 bis 1990 war er dann als Mitarbeiter an der Staats- und Universitätsbibliothek Bremen tätig. Im Jahre 1990 wechselte er nach Berlin an die Bibliothek des Kunsthistorischen Instituts der Freien Universität. Von 1999 bis 2014 leitete er die Bereichsbibliothek Geschichts- und Kulturwissenschaften der FU Berlin, zuletzt als Akademischer Oberrat.
Unter seinen Veröffentlichungen ist besonders das von ihm herausgegebene dreibändige Werk Kunsttheorie und Kunstgeschichte des neunzehnten Jahrhunderts in Deutschland. Texte und Dokumente zu erwähnen.

## Veröffentlichungen
- Westfälische Kunst bis zum Barock. Ein Literaturverzeichnis. Stadtbibliothek Bielefeld 1970.
- Diareihen für den Unterricht. In: Irene Below (Hrsg.): Kunstwissenschaft und Kunstvermittlung. Anabas-Verlag, Gießen 1975, S. 173–188, ISBN 3-87038-038-1.
- Gottfried Kinkel als Kunsthistoriker. Darstellung und Briefwechsel (= Veröffentlichungen des Stadtarchivs Bonn. Band 23). Röhrscheid, Bonn 1979, ISBN 3-7928-0418-2 (Dissertation Universität Marburg).
- (Hrsg.): Kunsttheorie und Kunstgeschichte des neunzehnten Jahrhunderts in Deutschland. Texte und Dokumente. Drei Bände. Reclam, Stuttgart 1982–1985.
- Ansichten vom Niederrhein. Zum Verhältnis von Carl Schnaases Niederländischen Briefen zu Georg Forster. In: Annemarie Gethmann-Siefert (Hrsg.): Welt und Wirkung von Hegels Ästhetik (= Hegel-Studien. Beiheft 27). Bouvier, Bonn 1986, S. 169–182, ISBN 3-416-01878-8.
- (mit Hermann Rösch-Sondermann): „Die Freiheit ist 'ne Lüg“. Gesellschaftskritik und Selbstreflexion im Bonner Maikäferbund 1847. In: Bonner Geschichtsblätter. Band 37 (1988), S. 129–138.
- (mit Gisela Luther-Zimmer): Carl Georg Adolf Hasenpflug (1802–1858), ein Maler im Schatten Carl Friedrich Lessings (1808–1880)? In: Marburger Jahrbuch für Kunstwissenschaft. Band 22 (1989), S. 233–240.
- Kunstgeschichte als Universitätsfach. In: Peter Ganz (Hrsg.): Kunst und Kunsttheorie 1400–1900 (= Wolfenbütteler Forschungen. Band 48). Harrassowitz, Wiesbaden 1991, S. 313–333, ISBN 978-3-447-03102-8.
- Wilhelm von Bode (1845–1929). In: Heinrich Dilly (Hrsg.): Altmeister moderner Kunstgeschichte. 2. Aufl. Reimer, Berlin 1999, S. 18–34, ISBN 978-3-496-01203-0.
- Ein eigentümliches Vater-Sohn-Verhältnis. Versuche zu Johann Kupezkys „Selbstbildnis mit Sohn“. In: Margit Kern (Hrsg.): Geschichte und Ästhetik. Festschrift für Werner Busch zum 65. Geburtstag. Deutscher Kunstverlag, München 2004, S. 100–106, ISBN 3-422-06529-6.
- „Steh auf, wenn du Armine bist …“. Ein kunsthistorischer Essay. In: Ernst Baltrusch (Hrsg.): 2000 Jahre Varus-Schlacht. Geschichte – Archäologie – Legenden (= Topoi. Band 7). De Gruyter, Berlin 2012, S. 391–401, ISBN 978-3-11-028250-4.

Festschrift
- Christiane Salge (Hrsg.): Architekturtraktate im Spannungsfeld zwischen Theorie und Praxis. Beispiele aus der Rara-Sammlung der Kunsthistorischen Bibliothek (= Freie Universität Berlin, Universitätsbibliothek [Hrsg.]: Ausstellungsführer der Universitätsbibliothek der Freien Universität Berlin. Nr. 46). Berlin 2008, ISBN 979-3-92961949-0 (formal falsch) (Katalog zur Ausstellung in der Universitätsbibliothek. Wolfgang Beyrodt zum 60. Geburtstag). Korrekte ISBN 978-3-929619-49-2.